# Pfarrkirche St. Christophen

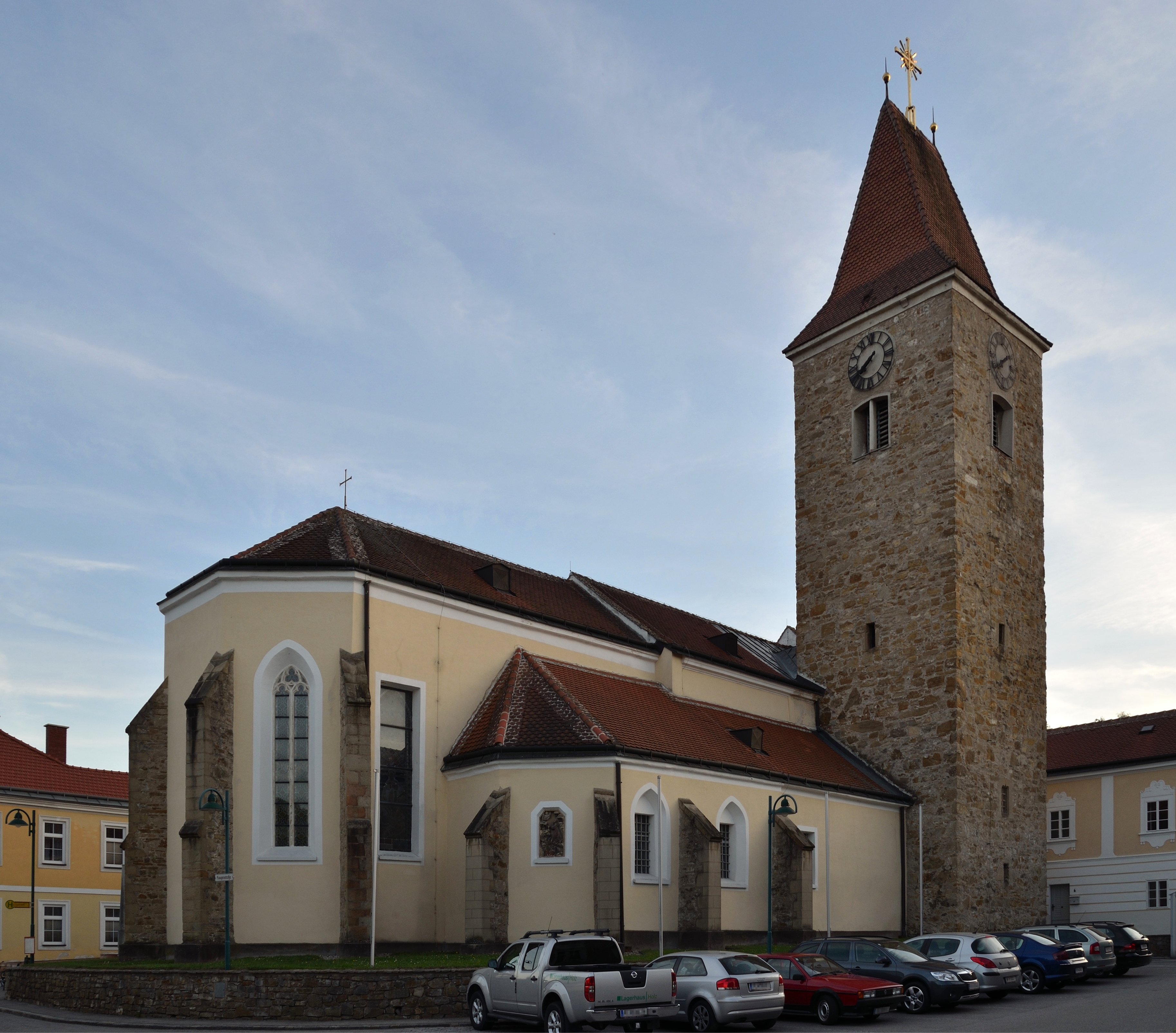
Katholische Pfarrkirche hl. Christophorus in St. Christophen

Die römisch-katholische Pfarrkirche St. Christophen steht in der Ortschaft St. Christophen in der Stadtgemeinde Neulengbach im Bezirk St. Pölten-Land in Niederösterreich. Die dem Patrozinium des Heiligen Christophorus unterstellte Pfarrkirche gehört zum Dekanat Neulengbach in der Diözese St. Pölten. Die Kirche steht unter Denkmalschutz (Listeneintrag).

## Geschichte
Die Pfarre aus 1040 war bis 1784 dem Stift St. Pölten inkorporiert.
Die romanische Kirche mit einem Chorquadrat aus der ersten Hälfte des 11. Jahrhunderts wurde 1998 ergraben. Um 1200 wurde ein romanischer Neubau im Bereich des heutigen Mittelschiffes erbaut. Im zweiten Viertel des 14. Jahrhunderts erfolgte südlich ein Zubau einer gotischen Kapelle. In weiterer Folge wurde das Langhaus erhöht und Seitenschiffe erbaut und ein Neubau eines Hauptchores und des Nordchores errichtet sowie der Turm in Nordwesten und die Sakristei südlich des Chores.
Wohl bei der Zweiten Wiener Türkenbelagerung 1683 war ein Brand. Danach erfolgte ein Neubau des Nordschiffes. 1706 wurde das Langhaus barockisiert, In der zweiten Hälfte des 18. Jahrhunderts das Südschiff. Im dritten Viertel des 19. Jahrhunderts wurde die Westfront verändert. Mit der Restaurierung 1958 zeigt sich der Turm steinsichtig. 1991 war eine Restaurierung, 1998 eine Innenrestaurierung.

## Architektur
Der im Kern romanische Kirchenbau wurde sukzessive durch Erweiterungen vom 14. bis zum 18. Jahrhundert zur dreischiffigen Pseudobasilika mit einem Staffelchor und einem Nordwestturm ausgebaut.

## Einrichtung
Den Hochaltar schuf Peter Widerin um 1730 als spätbarockes Säulenretabel mit einem reichen Segment- und Sprenggiebelaufsatz, der sarkophagförmige Altartisch trägt einen Tabernakel, der Hochaltar zeigt das Altarblatt hl. Christophorus von Daniel Gran 1727/1730 flankiert von Statuen der Heiligen Jakobus der Ältere und Bartholomäus von Peter Widerin.
Die Orgel baute Johann M. Kauffmann 1906, das in der Orgelbrüstung eingelassene Ölgemälde auf Holz zeigt die hl. Cäcilia um 1900.

## Grabdenkmäler
- Es gibt eine Grabplatte zu einem Diener der Eberlischen Familie 1753.
- Es gibt Grabplatten zu Pater Albertus Schmid 1733 und zu Pater Franz Heiden 1864.